# Giuseppe Filippo
Giuseppe Filippo (Castrignano del Capo, 10 agosto 1930 – Bari, 28 novembre 1980) è stato un poliziotto italiano, Appuntato della Polizia di Stato.

## Biografia
Nel 1953 entrò in polizia e dopo aver prestato servizio presso le città di Catania, Genova e Caserta fu trasferito presso la Questura di Bari.
Il 28 novembre 1980, mentre rientrava alla sua abitazione, fu mortalmente raggiunto da due colpi di pistola esplosigli da due malviventi, successivamente identificati come terroristi dell'organizzazione denominata Prima Linea.
Giuseppe Filippo fu insignito della medaglia d’oro al Merito Civile “alla memoria” il 31 marzo 2005 e della medaglia d'oro di vittima del terrorismo il 26 aprile 2013.